# Bavčar
Bavčar je priimek v Sloveniji, ki ga je po podatkih Statističnega urada Republike Slovenije na dan 1. januarja 2010 uporabljalo 192 oseb in je med vsemi priimki po pogostosti uporabe uvrščen na 2.251. mesto.
Priimek je povezan predvsem z vasjo Selo pri Ajdovščini.

## Znani nosilci priimka
- Bavčar, družina letalskih pionirjev
- Anton Bavčar, urednik tednika "Gorica" (izhajal 1899-1914)
- Brigita Bavčar, prekmurska političarka ...
- Martin Bavčar/Bauzer/Bavčer (1595—1668), pisatelj, humanist in zgodovinar
- Dragan Bavčar (*1958), brigadir SV (brat Igorja)
- Evgen Bavčar (*1946), filozof, estetik in fotograf
- Igor Bavčar (*1955), politolog, politik in gospodarstvenik
- Julijana Bavčar, novinarka
- Rok Bavčar, baritonist (drug = kustos/muzealec?)
- Slavica Bavčar (1906—1984), muzealka